# Zbrodnia w Lipówkach
Zbrodnia w Lipówkach – zbrodnia popełniona na polskich uciekinierach z Wołynia 17 kwietnia 1945 roku w Lipówkach przez oddział Akcji Specjalnej Narodowych Sił Zbrojnych pod dowództwem st. sierż. Eugeniusza Walewskiego „Zemsty”. Jej ofiarą padło 5 osób, w tym 3 mężczyzn z rodziny Koguciuków. 

## Przebieg wydarzeń
Spór Marcina Koguciuka z Piotrem Zelichowskim z Urzędu Ziemskiego w Chełmie, dotyczący gospodarstwa po niemieckich kolonistach, stał się przyczyną tragedii, która rozegrała się 17 kwietnia 1945 roku w miejscowości Lipówki (gmina Siedliszcze, powiat chełmski). Oddział AS NSZ „Zemsty” dokonał tam brutalnego mordu na 5 osobach, w tym 3 mężczyznach z rodziny Koguciuków (40-letnim Marcinie i jego dwóch synach – 19-letnim Franciszku i 20-letnim Stefanie, którzy najprawdopodobniej byli żołnierzami WP urlopowanymi na Wielkanoc, bądź też dezerterami). Na terenie powiatu chełmskiego pojawili się w połowie 1943 roku z falą polskich uciekinierów z Wołynia, którzy postanowili szukać tu ratunku od terroru ukraińskiego podziemia. Oprócz członków rodziny Koguciuków zginęły też 2 goszczące u nich postronne osoby – 14-letni Wacław Kapica (być może również ocalały z rzezi wołyńskiej) i jego opiekun, strażnik kolejowy Albin Grabowski. Śmierci udało się uniknąć jedynie kobietom, wcześniej odizolowanym od mężczyzn, których egzekucję zamierzano przeprowadzić w późniejszym czasie. Po dokonaniu zbrodni partyzanci dokonali rabunku mienia i wycofali się z nim, a także zamordowanymi ofiarami, na furmankach. W trakcie odwrotu Marcin Koguciuk dawał jeszcze oznaki życia, przez co dobito go w lesie. 